# Оскар Ерікссон
Оскар Ерікссон (швед. Oskar Eriksson) — шведський керлінгіст, олімпійський медаліст, дворазовий чемпіон світу, медаліст чемпіонатів світу, багаторазовий чемпіон Європи, чемпіон Універсіади

## Кар'єра
Срібну олімпійську медаль  Ерікссон виборов на Пхьончханській олімпіаді 2018 року, граючи у третім у команді Нікласа Едіна. На Сочинській олімпіаді 2014 року його команда здобула бронзові нагороди. 
Крім гри в команді Едіна Ерікссон був скіпом шведської команди на чемпіонаті світу 2014 року в Пекіні, де отримав срібну медаль.